# Lento Violento E Altre Storie
A Lento Violento E Altre Storie Gigi D'Agostino 2007-es válogatáslemeze, saját szerzemények és feldolgozások szerepelnek rajta. Ez az első olyan lemez, ami a Lento violento stílusában íródott. A különböző projektek más-más név alatt vannak feltüntetve.

## Számlista

### CD1
1. Gigi D'Agostino – E di nuovo cambio casa  2:11
2. Gigi D'Agostino – Impressioni di Settembre (Bozza grezza)  6:54
3. Gigi D'Agostino – L'uomo sapiente  4:20
4. Gigi D'Agostino – Gigi's love (Volando)  3:40
5. Gigi D'Agostino & Magic Melodien – Vorrei fare un canzone (Gigi D'Agostino tanz)  5:19
6. Gigi D'Agostino – Ginnastica mentale (FM)  2:24
7. Gigi D'Agostino & The Love Family – Please don't cry (Gigi D'Agostino FM tanz)  3:43
8. Lento Violento Man – Passo folk  4:40
9. Gigi D'Agostino – Lo sbaglio (Orgoglio mix)  3:48
10. Gigi D'Agostino – Arcobaleno  4:25
11. Gigi D'Agostino & Ludo Dream – Solo in te (Gigi D'Agostino FM  trip)  3:44
12. Gigi D'Agostino – Ho fatto un sogno (FM)  4:09
13. Gigi D'Agostino – Gioco armanico  3:02
14. Gigi D'Agostino & The Love Family – Viagetto  3:32
15. Gigi D'Agostino & The Love Family – Stand by me (Gigi D'Agostino & Luca Noise trip)  5:00
16. Dimitri Mazza & Gigi D'Agostino – Il cammino (Gigi D'Agostino FM tanz)  4:26
17. Gigi D'Agostino – Ginnastica mentale  4:59
18. Gigi D'Agostino – Un mondo migliore  4:33
19. Gigi D'Agostino – Lo sbaglio (Teatro mix)  4:06

### CD2
1. Gigi D'Agostino – Ininterrottamente  6:13
2. Lento Violento Man – Capatosta  4:49
3. Lento Violento Man – Oscillazione Dag  6:20
4. Lento Violento Man – Passo felino  5:17
5. Lento Violento Man – Endis  3:50
6. La Tana Del Suono – Tira e molla  4:49
7. Lento Violento Man – Raggi uonz  4:27
8. Lento Violento Man – La batteria della mente  4:22
9. Lento Violento Man – Passo folk (Marcia tesa)  4:49
10. Lento Violento Man – Legna degna (FM)  3:18
11. Lento Violento Man – Tordo sordo  3:42
12. Gigi D'Agostino & The Love Family – Please don't cry (Gigi D'Agostino tanz)  5:49
13. Gigi D'Agostino – Ho fatto un sogno  7:21
14. Gigi D'Agostino – Un mondo migliore (B-side)  4:20
15. Gigi D'Agostino – Voyage (Assaggio mix)  4:59

## Szerzők
- CD1/01: Fossati – BMG Ricordi Music
- CD1/02: Mussida, Mogol & Pagani – Universale Edizioni
- CD1/03, 06, 09, 10, 12, 13, 17, 18, 19, CD2/01, 02, 04, 05, 06, 08, 09, 11, 12, 14, 15 & 16: Di Agostino – Media Songs Srl./Pensieri Elettronici Srl.
- CD1/04: Di Agostino & Sosnowski – Media Songs Srl./Pensieri Elettronici Srl.
- CD1/05: Di Agostino & Sacco – Media Songs Srl./Pensieri Elettronici Srl.
- CD1/07 & CD2/13: Di Agostino, Serra & Spagnulo – Media Songs Srl./Pensieri Elettronici Srl.
- CD1/08, CD2/03 & 10: Di Agostino & Ghislandi – Media Songs Srl./Pensieri Elettronici Srl.
- CD1/11: Di Agostino & Ludovico – Media Songs Srl./Pensieri Elettronici Srl.
- CD1/14: Di Agostino, Spagnulo & Di Nunzio – Media Songs Srl./Pensieri Elettronici Srl.
- CD1/15: Jerry Leiber, Mike Stoller & Ben E. King – New Logic Srl (SIAE)/Leiber & Stoller Music Publishing
- CD1/16: Di Agostino, Mazza & Ternelli – Media Songs Srl./Pensieri Elettronici Srl./N5 Servizi Musicali/Deep 'N' Dance Edizione Musicali
- CD2/07: Di Agostino & Martire – Media Songs Srl./Pensieri Elettronici Srl.

## Közreműködők
- Dimitri Mazza: Ének, vokál (Il Cammino)